# Bent Gate
Bent Gate – wieś w Anglii, w hrabstwie Lancashire, w dystrykcie Rossendale. Leży 25 km na północ od miasta Manchester i 283 km na północny zachód od Londynu.